# O'Reilly contre Mackman
 (mai 2024).
La mise en forme du texte ne suit pas les recommandations de Wikipédia : il faut le « wikifier ».
Les points d'amélioration suivants sont les cas les plus fréquents. Le détail des points à revoir est peut-être précisé sur la page de discussion.
- Les titres sont pré-formatés par le logiciel. Ils ne sont ni en capitales, ni en gras.
- Le texte ne doit pas être écrit en capitales (les noms de famille non plus), ni en gras, ni en italique, ni en « petit »…
- Le gras n'est utilisé que pour surligner le titre de l'article dans l'introduction, une seule fois.
- L'italique est rarement utilisé : mots en langue étrangère, titres d'œuvres, noms de bateaux, etc.
- Les citations ne sont pas en italique mais en corps de texte normal. Elles sont entourées par des guillemets français : « et ».
- Les listes à puces sont à éviter, des paragraphes rédigés étant largement préférés. Les tableaux sont à réserver à la présentation de données structurées (résultats, etc.).
- Les appels de note de bas de page (petits chiffres en exposant, introduits par l'outil «  Source ») sont à placer entre la fin de phrase et le point final[comme ça].
- Les liens internes (vers d'autres articles de Wikipédia) sont à choisir avec parcimonie. Créez des liens vers des articles approfondissant le sujet. Les termes génériques sans rapport avec le sujet sont à éviter, ainsi que les répétitions de liens vers un même terme.
- Les liens externes sont à placer uniquement dans une section « Liens externes », à la fin de l'article. Ces liens sont à choisir avec parcimonie suivant les règles définies. Si un lien sert de source à l'article, son insertion dans le texte est à faire par les notes de bas de page.
- La présentation des références doit suivre les conventions bibliographiques. Il est recommandé d'utiliser les modèles {{Ouvrage}}, {{Chapitre}}, {{Article}}, {{Lien web}} et/ou {{Bibliographie}}. Le mode d'édition visuel peut mettre en forme automatiquement les références.
- Insérer une infobox (cadre d'informations à droite) n'est pas obligatoire pour parachever la mise en page.

Pour une aide détaillée, merci de consulter Aide:Wikification.
Si vous pensez que ces points ont été résolus, vous pouvez retirer ce bandeau et améliorer la mise en forme d'un autre article.
 (juillet 2024).
```

```

O'Reilly contre Mackman [1983] UKHL 1 est une affaire de droit constitutionnel britannique concernant le contrôle juridictionnel (judicial review).

## Faits
Des prisonniers condamnés affirmaient qu'une décision selon laquelle ils perdaient la remise de leur peine, après avoir participé à une émeute à la prison de Hull, était nulle et non avenue en raison de ce qu'elle violait la justice naturelle, comme le montre l'arrêt St Germain [1979] QB 425. Les défendeurs ont demandé que la procédure soit déclarée irrecevable, arguant que les décisions ne pouvaient être contestées que par une demande de contrôle juridictionnel (judicial review).

## Décision

### Cour d'appel
Lord Denning MR et la Cour d'appel ont estimé que ce serait un abus de procédure que d'autoriser une réclamation par le biais d'un recours en annulation sur la base d'un contrôle juridictionnel.

« Dans les temps modernes, nous avons reconnu deux domaines distincts du droit : l’un de droit privé, l’autre de droit public. Le droit privé régit les affaires des sujets entre eux. Le droit public régit les affaires des sujets vis-à-vis des autorités publiques. Pendant des siècles, il y avait des recours spéciaux en droit public. Ils se nommaient la prérogative de certiorari, mandamus et d'interdiction. Comme je l’ai montré, ils ont été pris au nom du souverain contre une autorité publique qui avait manqué à son devoir envers le public en général ou l’avait mal exécuté. Tout sujet pouvait se plaindre au souverain, et les tribunaux du roi, à leur discrétion, lui donnaient l’autorisation de délivrer l’un des brefs de prérogative qui était approprié pour répondre à sa cause. Mais ces brefs, comme leur nom n'offraient que la possibilité d’annuler, de commander ou d’interdire. Ils ne permettaient pas à un sujet de recouvrer des dommages-intérêts contre une autorité publique, ni [d'obtenir] une déclaration, ou une injonction.
C’était un tel défaut dans le droit public que les tribunaux se sont appuyés sur les recours disponibles en droit privé - afin de s’assurer que le sujet obtenait justice. Il a été jugé que, si une autorité publique ne s’acquittait pas de son devoir et, par conséquent, un membre du public en subissait un préjudice particulier. il pourrait intenter des poursuites en dommages-intérêts par voie d’action ordinaire devant les tribunaux de common law, voir Lyme Regis Corporation c. Henley (1834) 8 Bli.N.S. 690 et Dorset Yacht Co Ltd c. Home Office [1970] A.C. 1004 . De même, si une question se posait quant aux droits d’un sujet vis-à-vis de l’autorité publique, il pouvait s’adresser aux tribunaux et demander une déclaration (voir Dyson c. Procureur général [1911] 1 K.B. 410 et Pyx Granite Co. Ltd. c. Ministère du Logement et de l’Administration locale [1960] AC 260). ou contre une autorité locale : voir Prescott c. Birmingham Corporation [1955] Ch. 210 et Meade c. Haringey London Borough Council [1979] 1 W.L.R. 637. Et ce recours a été appliqué jusqu’à présent dans les recours ordinaires introduits sans autorisation : voir, par exemple, Grunwick Processing Laboratories Ltd. c. Advisory, Conciliation and Arbitration Services [1978] A.C. 655 et Payne c. Lord Harris of Greenwich [1981] 1 W.L.R. 754. »

### Chambre des Lords
La Chambre des Lords a estimé que les prisonniers auraient du former un recours en annulation des décisions par la voie du contrôle juridictionnel (judicial review) et non engager une procédure pour manquement à une obligation légale. La Cour était compétente pour accorder les déclarations, mais le cas des prisonniers était uniquement une réclamation fondée sur le droit public. L'Ordonnance 53 (maintenant CPR Part 54) protégeait les autorités publiques contre les recours infondés ou tardifs, il serait donc erroné de permettre de contourner ces limites en jugeant recevable une procédure autre que celle du judicial review. Lorsque des organismes publics concluent des contrats, on sont parties à des litiges en responsabilité ou immobiliers, ils relèvent des règles ordinaires du droit « privé ». La procédure du recours en annulation par contrôle juridictionnel (judicial review) ne peuvent pas être utilisées à la place.
Lord Diplock a déclaré ce qui suit :

« [Cela serait...] en règle générale contraire à l’ordre public, et donc un abus de procédure juridictionnelle, que de permettre à une personne qui cherche à établir qu’une décision d’une autorité publique viole des droits qui lui sont reconnus en vertu du droit public, peut procéder par la procédure ordinaire [autre que le contrôle juridictionnel] … »

## Voir également
- Droit constitutionnel du Royaume-Uni
- Contrôle juridictionnel
- Recours pour excès de pouvoir